# Renaldas Seibutis

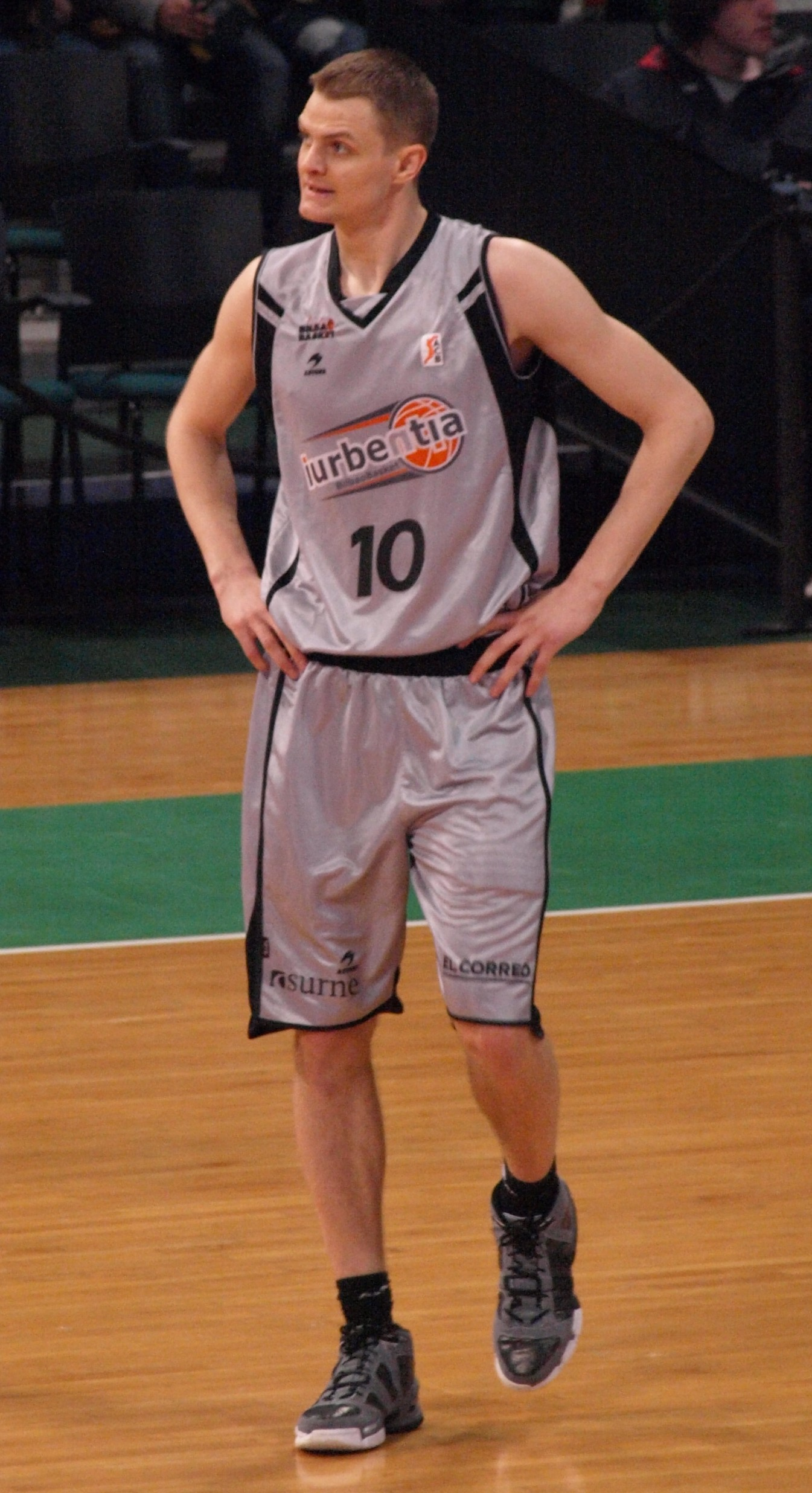
Seibuitis w barwach CB Bilbao Berri, sezon 2008/09.

Renaldas Seibutis (ur. 25 grudnia 1985 w Możejkach) – litewski koszykarz, występujący na pozycji rzucającego obrońcy, obecnie zawodnik Žalgirisu Kowno.
Po jednym sezonie gry dla Olympiakosu został wypożyczony do greckiego klubu na jeden sezon Maroussi Ateny. W sezonie 2007/2008 po raz drugi w karierze gra w Olympiakosie (obowiązuje go trzyletni kontrakt).
W 2007 i 2008 roku reprezentował barwy Dallas Mavericks podczas letniej ligi NBA w Las Vegas.

## Osiągnięcia
Stan na 3 kwietnia 2017, na podstawie, o ile nie zaznaczono inaczej.

### Drużynowe
- Mistrz Litwy (2016)
- Wicemistrz:
  - Litwy (2012, 2013)
  - Grecji (2006, 2008)
- Brązowy medalista:
  - Eurocup (2010, 2012)
  - mistrzostw:
    - Litwy (2014)
    - Turcji (2015)
- 4. miejsce:
  - podczas mistrzostw Litwy (2004, 2005)
  - w Eurocup (2009)
- Zdobywca Pucharu Litwy (King Mindaugas Cup – 2017)
- Finalista pucharu:
  - Litwy (2014, 2016)
  - Grecji (2008)

### Indywidualne
- Uczestnik meczu gwiazd:
  - litewskiej ligi LKL (2012, 2013, 2014)
  - ligi tureckiej (2011)
- Zaliczony do I składu All-EuroCup (2012)
- Lider Eurocup w skuteczności rzutów za 3 punkty (2012 – 52%)

### Reprezentacja
Drużynowe
- Mistrz świata U–21 (2005)
- Wicemistrz:
  - Europy (2013, 2015)
  - Europy U–20 (2005)
- Brązowy medalista mistrzostw świata (2010)
- Uczestnik:
  - mistrzostw świata (2010, 2014 – 4. miejsce)
  - igrzysk olimpijskich (2012 – 8. miejsce, 2016 – 7. miejsce)

Indywidualne
- MVP mistrzostw świata U–21 (2005)
- Zaliczony do I składu mistrzostw Europy U–20 (2005)
- Lider Eurobasketu w skuteczności rzutów wolnych (2013 – 91,2%)[5]

## Odznaczenia
- Krzyż Kawalerski Orderu Wielkiego Księcia Giedymina – 2010[6]